# Якопо VI Аппиано
Я́копо VI д’Аппиа́но д’Араго́на (итал. Jacopo VI Appiano d’Aragona; ок. 1529, Пьомбино, синьория Пьомбино — 15 мая 1585, там же) — представитель дома Аппиано, князь Священной Римской империи, князь Пьомбино с 1445 по 1548 и 1557 по 1585 год, пфальцграф Священной Римской империи.

## Биография
Родился в Пьомбино около 1529. Он был сыном Якопо V Аппиано, князя Пьомбино и Елены Сальвиати, дочери Якопо Сальвиати и Лукреции Медичи. По материнской линии приходился правнуком Лоренцо Великолепному и двоюродным братом Козимо I, герцогу Флоренции и великому герцогу Тосканы.

### Правление
В 1545 году наследовал умершему отцу под именем Якопо VI. В начале его правления Пьомбино находился по управлением регентского совета во главе с его матерью. Опеку над юным правителем также взял на себя император Карл V, который приказал генералу Хуану де Луне, главе испанского гарнизона, войти на территорию синьории, чтобы защитить феод от возможных конфликтов между законным наследником и некоторыми его родственниками, которые могли бы воспользоваться его несовершеннолетием и захватить власть. В 1548 году Якопо VI пришлось покинуть Пьомбино и переехать с матерью к союзникам в Геную, потому что император передал его феоды во владение флорентийскому герцогу. Заручившись поддержкой сторонников при императорском дворе, Якопо VI апеллировал к Карлу V, который вернул ему Пьомбино, но остров Эльбу оставил под управлением Козимо Медичи. В 1552 году, желая снова заручиться поддержкой герцога Флоренции в войне с Сиенской республикой, император опять передал Пьомбино под управление своего союзника. 5 августа 1552 года Якопо VI подписал с герцогом Флоренции договор, в котором признал его временную юрисдикцию над своими владениями.
Ранее, 16 января 1552 года, Козимо Медичи назначил его капитаном галер тосканского флота. На службе у флорентийского герцога Якопо VI находился с 1552 по 1555 год. В том же 1552 году, командуя четырьмя галерами, он сумел защитить город Портоферрайо на острове Эльба от нападения французской и турецкой флотилий. В 1553 году стал членом экспедиции по защите Корсики с моря от вторжения со стороны французского королевства. В 1554 году участвовал в военно-морских операциях во время Сиенской войны. В помощь генуэзскому дожу против французского короля перевёз флорентийских пехотинцев на Корсику и перекрыл поставки оружия и пехотинцев по морю французской армии в Сиене под командованием Пьеро Строци.
По договору, заключённому в Лондоне 9 мая 1557 года, выполняя требование испанского короля Филиппа II, Козимо I вернул Пьомбино и часть острова Эльба их прежнему владельцу, оставив себе другую часть острова с городом Портоферрайо, в качестве компенсации за понесённые им расходы по укреплению фортификационных сооружений во владениях Якопо VI. В цитадели Пьомбино также продолжал находиться малый гарнизон испанского королевства. 1 августа 1559 года Якопо VI, вместе с семьёй, снова вернулся в Пьомбино. В 1562 году, оставив регентом дядьку Джероламо Аппиано, он отправился к императорскому двору, где император Фердинанд I предоставил ему имперскую инвеституру и признал Алессандро, бастарда Якопо VI, его наследником.
Отношения Якопо VI с подданными носили нестабильный характер. В апреле 1562 года в Пьомбино вспыхнуло восстание. Князь признал все требования повстанцев, а после бежал в Геную и Флоренцию. Примирение Якопо VI с его подданными состоялось при посредничестве короля Филиппа II, к которому за этим обратились сами жители Пьомбино. В том же 1562 году Козимо Медичи назначил его командующим тосканскими галерами. В 1564 году в звании лейтенанта он поступил на службу к Джулио Медичи, первому адмиралу тосканского флота на службе у испанского короля. В сентябре того же года участвовал в сражении при крепости Пеньон-де-Велес-де-ла-Гомера. В 1565 году на стороне рыцарей-мальтийцев участвовал в сражении против турецкого флота. Затем вернулся в Ливорно, откуда занимался охраной с моря тосканского побережья и перевозкой материалов для укрепления фортификационных сооружений в Портоферрайо. Во время сражения с мусульманами при Капо-Корсо в 1568 году был ранен в ногу.
Поддерживал союзнические отношения с Генуэзской республикой, обеспечивавшие сохранение суверенного статуса его владений от посягательств на них со стороны великого герцогства Тосканы. В 1574 году Генуэзская республика предоставила его наследнику гражданство и своё покровительство. В 1574 году между Якопо VI и великим герцогом Франческо I были определены границы их владений на острове Эльба. В 1577 году великий герцог получил от него во владение шахту с железной рудой в Рио. Якопо VI начал переговоры о продаже великому герцогству Тосканы островов Монтекристо и Пьяноза, где уже давно обосновались пираты, но сделке помешала преждевременная смерть князя. Якопо VI умер в Пьомбино 15 мая 1585 года.
Полный титул Якопо VI был следующим: Якопо VI д’Аппиано д’Арагона, князь Священной Римской империи, князь Пьомбино, синьор Скарлино, Популонии, Суверето, Буриано, Аббадья-аль-Фаньо, Виньяле и островов Эльба, Монтекристо, Пьяноза, Черболи и Пальмайола, владелец Аббадья-аль-Фаньо и Виньяле (с 1559 года), пфальцграф Священной Римской империи.

### Брак и потомство
В 1547 году в Генуе Якопо VI сочетался браком с Вирджинией Фиески (ум. 1597), дочерью генуэзского патриция Этторе Фиески, графа Лаванья и Савиньоне. В браке у супругов родились шестеро детей:
- Елена (1548 — ?), сочеталась браком с пизанским патрицием Орацио Ланфранки;
- Катерина (1550—1601), сочеталась браком с аретинским патрицием Нунцио Барболани (ум. 1619), графом Монтауто;
- Виктория (1551—1587), в 1567 году сочеталась первым браком с римским дворянином Фабиано Чокки-дель-Монте (1545—1569), 2-м графом Монте-Сансавино, синьором Гаргонцы, Вернианы, Альбероро и Палаццуоло, в 1574 году сочеталась вторым браком с Оттавио Санвитале (1548—1589), графом Фонтанеллато;
- Франческо (1553—1559), умер в детском возрасте;
- Луиджа (1555 — ?), монахиня-доминиканка в монастыре Святого Доминика в Пизе;
- Мария Катерина (1558 — ?), монахиня-доминиканка в монастыре Святого Доминика в Пизе.

Якопо VI признал себя отцом трёх бастардов. Его сын от свояченицы Марии Фиески был узаконен им в 1559 году. Алессандро (1555—1589) наследовал отцу и стал 4-м князем Пьомбино. Имена матерей двух других бастардов неизвестны. Джованни (1575 — ?), прозванный Ванни, в 1592 году стал кавалером ордена Святого Стефана и служил капитаном на галере. Аламанно (1578 — ?) в 1594 году также стал кавалером ордена Святого Стефана.